# Dobrnež
Dobrnež je naselje u slovenskoj Općini Slovenskim Konjicama. Dobrnež se nalazi u pokrajini Štajerskoj i statističkoj regiji Savinjskoj. 

## Stanovništvo
Prema popisu stanovništva iz 2002. godine naselje je imalo 117 stanovnika.